# Теодор фон Бург
Теодор фон Бург (Београд, 26. јануар 1993) српски је математичар и предавач. Први је српски млади математичар који је понео титулу најуспешнијег такмичара на свету свих времена у Кући славних Међународне математичке олимпијаде.

## Биографија
Рођен је 26. јануара 1993. године у Београду од мајке Српкиње Магде (девојачко Бузуровић) и оца Швајцарца Беата фон Бурга. За шест година променио је четири основне школе: „Владислав Рибникар“, „Вељко Дугошевић“, „Јелена Ћетковић“, све у Београду, и „Душан Радовић“ у Бору. Седми разред ОШ уписао је у експерименталном одељењу при Математичкој гимназији у Београду. Основну школу завршио је као Вуковац и Ученик генерације 2008. Математичку гимназију (у менторском одељењу) је такође завршио као Вуковац и Ученик генерације 2012.
Математичко знање, које му је омогућило да се такмичи и осваја медаље на међународним такмичењима, Теодор није стекао у школама, већ са приватним професорима, а најдужу и најплоднију сарадњу имао је са проф. др Владимиром Јанковићем, редовним професором Математичког факултета на БУ.
Теодору је јануара 2011. министар Жарко Обрадовић доделио награду Свети Сава за посебан допринос у развоју образовања и васпитања, на Светосавској академији. Септембра 2012. је добио Повељу за изванредна достигнућа у математици од Математичког института Српске академије наука и уметности. Октобра исте године је Теодору додељена награда "Браћа Карић" у домену науке.

### Такмичарска каријера
Прву међународну медаљу освојио је као ученик 5. разреда основне школе на Јуниорској балканској математичкој олимпијади и тако постао најмлађи српски учесник и освајач медаље на неком међународном математичком такмичењу. Други рекорд везан за ову олимпијаду (ЈБМО) поставио је освојивши на њој четири медаље. Као ученик основне школе 2007. и 2008. године такмичио се из математике са средњошколцима и ушао у национални тим који Србију представља на Балканској математичкој олимпијади и Међународној математичкој олимпијади. Ово је први и јединствени случај у Србији да се ученик основне школе две године заредом такмичи на научним олимпијадама за ученике старости до 20 година.
Од 1987. године, од када екипа Југославије, и касније Србије, учествује на Балканској математичкој олимпијади, први пут је 2009. године један њен члан постигао апсолутно прво место у укупном пласману. Био је то Теодор фон Бург са освојених 35 од 40 поена на „Балканијади“ у Крагујевцу. Исти успех, апсолутно прво место у укупном пласману Балканијаде, поновио је и 2010. у Молдавији када је освојио 38 од 40 поена. Једини је такмичар из Србије и бивше Југославије који је на овој олимпијади учествовао шест пута и сваки пут освојио медаљу.
На Међународној математичкој олимпијади поставио је своје најважније рекорде и најбоље резултате. Учешћем 2007. године у Вијетнаму, постао је најмлађи српски такмичар и освајач медаље на ММО. Најмлађи освајач златне медаље на ММО постао је 2009. године у Немачкој. Најуспешнији српски учесник на ММО постао је следеће 2010. године у Казахстану када је освојио другу златну медаљу (дотадашњи рекорд био је једно злато и два сребра). Те године остварио је и најбољи лични пласман на ММО - треће место. Злато му није измакло ни 2011. године у Холандији, а следеће 2012. на 53. Међународној математичкој олимпијади у Аргентини освојио је своју четврту златну медаљу и заузео 4-то место у индивидуалном пласману. Са шест освојених медаља на ММО (четири златне и по једна сребрна и бронзана) нашао се на првом месту на „вечној листи“ ове олимпијаде и постао најуспешнији српски учесник међународних математичких такмичења свих времена.
Румунски мастер у математици је замишљен као такмичење јаких националних тимова. Први пут је организовано 2008. године. Најбољи резултат на овом такмичењу Теодор је остварио 2011. године када је освојио апсолутно прво место, а те године су учествовали тимови из Бразила, Бугарске, Велике Британије, Италије, Кине, Мађарске, Перуа, Пољске, Румуније (као земља домаћин имала је три тима), Русије, САД, Србије и Украјине.
Теодор је учествовао на неколико руских такмичења (на којима се не додељују медаље, већ дипломе): Међународном математичком Турниру градова, Летњој конференцији Турнира градова и Математичком вишебоју „Колмогоров“ (сверуском такмичењу). Највећи успеси:
- 2008. и 2011. - победник Турнира градова;
- 2010. - освајање две Дипломе за максимални напредак (једна тимски, друга самостално);
- 2010. и 2011. - освајање 7 првих места у вишебоју „Колмогоров“.

Осим из математике, Теодор је 2008. године такође учествовао на Међународној јуниорској научној олимпијади у Јужној Кореји, где је постигао најбољи национални резултат те године, освојивши једини сребрну медаљу. У два наврата, 2007. и 2008. године, био је обезбедио место у националном тиму, који је требало да учествује на Јуниорској балканској информатичкој олимпијади, али је одустао од учествовања, јер су се „Балканијаде“ временски поклопиле са Међународном математичком олимпијадом.
Статистика Теодоровог учешћа на међународним такмичењима сврстава га у најтрофејније такмичаре Балкана и света. Учествовао је на 54 међународна такмичења, на којима је освојио 39 првих награда (од којих 11 златних медаља), 13 других награда (од којих 8 сребрних медаља) и 2 треће награде (обе бронзане медаље).
Иако се на локалним такмичењима такмичио из различитих предмета, највише награда освојио је из математике. Учествовао је на укупно 90 локалних такмичења и на сваком освојио награду. На 33 такмичења из других предмета (физика, информатика, техничко образовање, српски, историја), освојио је 26 првих, 6 других и 1 трећу награду. Учествовањем на 57 математичких такмичења и освајањем 44 прве, 11 других и 2 треће награде постао је најуспешнији учесник на локалним такмичењима из математике свих времена. 
Теодор школовање наставио је на Оксфордском универзитету, на колеџу Егзитер. Након завршених студија се вратио у Србију где ради у Математичкој гимназији.

## Међународна такмичења
- 2005: 
  - 9. Јуниорска балканска математичка олимпијада: бронза
- 2006: 
  - 10. јуниорска балканска математичка олимпијада: злато
- 2007: 
  - 11. јуниорска балканска математичка олимпијада: сребро
  - 24. Балканска математичка олимпијада: сребро
  - 48. Међународна математичка олимпијада: бронза[11][12]
- 2008:
  - 12. јуниорска балканска математичка олимпијада: злато
  - 5. Међународна јуниорска научна олимпијада: сребро
  - 25. Балканска математичка олимпијада: сребро
  - 49. Међународна математичка олимпијада: сребро[11]
  - 1. Румунски мастер у математици: сребро
  - 29. Међународни математички Турнир градова: прва награда и победник турнира
  - 20. Летња конференција Турнира градова: диплома за максимални напредак
- 2009:
  - 26. Балканска математичка олимпијада: злато[7][13]
  - 50. Међународна математичка олимпијада: злато[11][14]
  - 2. Румунски мастер у математици: злато[15]
  - 30. Међународни математички Турнир градова: прва награда
  - 21. Летња конференција Турнира градова: диплома за максимални напредак
  - 1. Математички вишебој „Колмогоров": 3 прве и 2 друге награде
- 2010:
  - 27. Балканска математичка олимпијада: злато[16]
  - 51. Међународна математичка олимпијада: злато
  - 3. Румунски мастер у математици: сребро
  - 31. Међународни математички Турнир градова: друга награда
  - 22. Летња конференција Турнира градова: две дипломе за максимални напредак
  - 2. Математички вишебој „Колмогоров": 4 прве и 2 друге награде
- 2011:
  - 28. Балканска математичка олимпијада: сребро
  - 52. Међународна математичка олимпијада: злато[1]
  - 4. Румунски мастер у математици: злато
  - 32. Међународни математички Турнир градова: прва награда
  - 3. Математички вишебој „Колмогоров": 7 првих награда
- 2012:
  - 29. Балканска математичка олимпијада: злато[17]
  - 53. Међународна математичка олимпијада: злато[9]
  - 4. Математички вишебој „Колмогоров": 7 првих награда

## Награде
- 2012: Награда Браћа Карић

## Галерија
- Математички тим Србије 2007.
- Математички тим Србије 2010.
- Теодор са златном медаљом
- Теодор са два олимпијска злата
- Теодор фон Бург
- руковање са министарком